# 修文大学
修文大学（しゅうぶんだいがく、英語: Shubun University、公用語表記: 修文大学）は、愛知県一宮市日光町6番地に本部を置く日本の私立大学。1941年創立、2008年大学設置。

## 概要
建学の精神は「国家・社会に貢献できる人材の育成」、教育理念は「人と学び、人に学ぶ。」。
大学名である「修文」は中国の『書経』に由来しており、元号である平成を制定する際に候補になった言葉でもある。

## 学部
- 健康栄養学部
  - 管理栄養学科
- 看護学部
  - 看護学科
- 医療科学部　
  - 臨床検査学科

## 主な出身者
- 水野裕子（タレント・女優）
- 橋本真由美（栄養士・元ブックオフ社長）

## アクセス
- 名鉄一宮駅西口、徒歩約20分
- 名鉄バス繊維センター前、徒歩約5分
- 名鉄バス修文学院、徒歩約5分
- 学園運営のスクールバス（名鉄一宮駅-学園）